# Compton Greenfield (parish)
Compton Greenfield var en civil parish fram till 1886 när den uppgick i civil parish Henbury, i grevskapet Gloucestershire i England. Civil parish var belägen 11 km från Bristol och hade 42 invånare år 1881. Den inkluderade inte byn Compton Greenfield.